# Lunea
Lunea ist eine Oper (Originalbezeichnung: „Lenau-Szenen in 23 Lebensblättern“) von Heinz Holliger (Musik) mit einem Libretto von Händl Klaus. Sie behandelt das Leben des Dichters Nikolaus Lenau und wurde am 4. März 2018 am Opernhaus Zürich uraufgeführt.

## Handlung
Das Werk hat keine lineare Handlung, sondern zeigt die Persönlichkeit des österreichischen Dichters Nikolaus Lenau, der im Alter von 42 Jahren nach einem Schlaganfall in geistige Umnachtung fiel. Bei den 23 sogenannten „Lebensblättern“ handelt es sich um „Texte, Figuren und Situationen aus dessen Lebenskosmos in Visionen, Gedankenblitzen und Traumbildern“. Die einzelnen Abschnitte sind oft äußerst konzentriert und bestehen teilweise nur aus wenigen Wörtern.
Neben der fast durchgängig anwesenden Hauptfigur Lenau kommen seine Mutter, seine Freunde und Geliebten zu Wort. Sein Freund Anton Schurz (später sein erster Biograf) wirkt vor allem am Anfang ausgleichend. Er hat zugleich die Funktion eines „Alter Ego“ Lenaus und ist häufig mit diesem im Duett zu hören. Eine besondere Bedeutung hat Sophie von Löwenthal, die Ehefrau seines Freundes Max von Löwenthal. Mit ihr führte Lenau sowohl einen offiziellen als auch einen geheimen intimen Briefwechsel. Sie und seine von derselben Sängerin dargestellte Mutter prägen sein gesamtes Leben. Marie Behrends war eine Frankfurter Bürgermeistertochter, die Lenau beinahe geheiratet hätte. Ihre Darstellerin übernimmt auch die Rolle der bekannten Sängerin Karoline Unger, der Lenau 1839 begegnete. Die dritte weibliche Hauptrolle ist Lenaus Schwester Therese, der Ehefrau Antons, zugewiesen. Ihr zugeordnet sind seine mütterliche Freundin Emilie Reinbeck aus Stuttgart und seine frühe Geliebte Bertha Hauer. Außerdem beteiligt sich ein zwölfstimmiger Madrigalchor an den Dialogen und Gedankengängen Lenaus.
Die folgende Übersicht basiert auf der Zusammenfassung des Inhalts der einzelnen Blätter im Anhang des Librettos. Die Titel sind ab der Mitte rückwärts geschrieben.
Erstes Blatt. In der Irrenanstalt Döbling reflektiert Lenau seinen „eigenen Untergang“. Er wendet sich gedanklich seiner Schwester Therese zu.
Zweites Blatt. Lenaus erleidet am 29. September 1844 in Stuttgart in Gegenwart seiner Freunde Emilie und Georg Reinbeck seinen ersten Schlaganfall.
Drittes Blatt. Lenau tröstet sich in seinem Zimmer in Döbling selbst.
Viertes Blatt. Lenaus Geliebte Sophie besucht ihn in Döbling.
Fünftes Blatt. Sophie hat Lenau eine selbstgemachte Kappe mitgebracht.
Sechstes Blatt. Lenaus Mutter tritt an die Stelle Sophies.
Siebtes Blatt. Lenau erinnert sich an die Tintenklecks-Faltblätter seines Freundes Justinus Kerner und vergleicht sich selbst mit einem solchen Blatt. Auch sein Schwager Anton Schurz ist anwesend.
Achtes Blatt. Lenau trifft in Bad Ischl gedanklich mit Marie, die er heiraten wollte, und Sophie, die er nicht aufgeben wollte, zusammen.
Neuntes Blatt. Lenau denkt an seine erste Begegnung mit der zehnjährigen Sophie bei einem Besuch bei ihrem Bruder Fritz Kleyle im Jahr 1820.
Zehntes Blatt. 1823 verliebt sich Lenau das erste Mal und zieht mit Bertha Hauer und deren Mutter zusammen. Er bezweifelt, dass er der Vater der 1826 geborenen Tochter Adelheid ist. Sie trennen sich 1828.
Elftes Blatt. Lenau lernt 1839 die Sängerin Karoline Unger kennen. Sophie verhindert eine Liebesbeziehung. Lenau imaginiert eine von Karoline gesungene Wahnsinnsarie. In einem „Zeitensturz“ erzählt ihm die Mutter von den glücklichen Liebesbeziehungen seiner Schwestern. Lenau hat Selbstmitleid.
Zwölftesetflöwz ttalB. Am Friedhof beim Haus seiner Schwester Therese stellt sich Lenau ein gemeinsames Grab mit ihr und Anton vor. Handlung und Sprache verlaufen rückwärts.
ttalB setnhezeirD. 1832 kauft Lenau ein Grundstück in Amerika. Er fühlt sich von diesem Land und seinen materialistischen Bewohnern abgestoßen.
ttalB setnhezrieV. Bei den Reinbecks erleidet Lenau einen Anfall von Wahnsinn und springt aus dem Fenster. Gleichzeitig spielt er einen wilden Tanz auf der Geige und glaubt an seine Heilung.
ttalB setnhezfnüF. Lenau ist völlig wahnsinnig geworden. In Döbling schreibt er wirre Notizen, teilweise in seiner ungarischen Kindheitssprache. Er leidet unter Schuldgefühlen und sehnt sich nach dem Himalaja.
ttalB setnhezcheS. Lenau bleibt im Wahnsinn alleine.
ttalB setnhezbieS. Lenau denkt verstärkt an die Vergangenheit. Selbstauflösung bis in den Tod.
ttalB setnheztchA. Weitere Verengung der Welt. Trostlied Maries.
ttalB setnheznueN. „Im Erkennen ein Tränenrausch.“
ttalB setsgiznawZ. Zunehmende Erschöpfung. Kurze Erinnerungen an seine Freunde und Verwandten.
ttalB setsgiznawzdnunEi. Obwohl die Freunde weiter an ihn glauben, muss er loslassen.
ttalB setsgiznawzdnueiwZ. Die Zeit kommt zum Stillstand.
ttalB setsgiznawzdnueirD. „Leises Vogelzwitschern im Orchester – fast sind sie fort“

## Gestaltung
Der als Anagramm aus den Buchstaben des Namens „Lenau“ zusammengesetzte Titel der Oper weckt Assoziationen an das Wort „Luna“ (Mond), das auch in dem englischen Wort „lunatic“ (mondsüchtig, wahnsinnig) steckt.
Die Oper benötigt insgesamt fünf Sänger: zwei Baritone, zwei Soprane und einen Mezzosopran. Während die Hauptpartie des Lenau exklusiv einem Sänger zugewiesen ist, übernehmen die anderen jeweils neben ihrer Hauptrolle auch Nebenrollen. Außerdem gibt es einen zwölfstimmigen Madrigalchor, dessen Mitglieder teilweise quasi solistisch singen.
Den Zeitpunkt von Lenaus Schlaganfall betrachtete Holliger als „Symmetrieachse eines völlig asymmetrischen Lebens“. Die verschiedenen Lebens- und Schaffensabschnitte wollte er „gleichzeitig vor- und zurückspulend“ abbilden und dadurch „die Wahrnehmung der Zeit völlig durcheinanderbringen“. Den Mittelpunkt der Komposition nach elfeinhalb Blättern bildet das Wort „Feuer“, das Holliger als „Sinnbild für das Verbrennen eines Dichterblatts“ verstand und als Symmetrieachse der Oper anlegte. Das Wort „Reue[f]“ erscheint spiegelsymmetrisch im folgenden Takt. Die folgenden Szenen schrieb er teilweise „rückwärts“, was auch die Buchstabenreihenfolge einzelner Worte betrifft. So entstand beispielsweise aus dem Wort „schuldig“ das Wort „gidlusch“. Im siebten Blatt singen die Solisten den Text „Wir falten dich und spalten dein Gesicht“, während der Chor simultan dieselben Worte flüsternd rückwärts vorträgt: „chid netlaf riw netlaps dnu tchiseg nied“. Eine strenge Geometrie ist allerdings nicht Grundkonzept der Oper. Obwohl sich letztlich eine Gesamtform ergibt, sind die einzelnen Teile „fragmentarisch und kaleidoskopartig ineinander verschachtelt“. Holliger verglich das mit den „Sprünge[n], Rückblenden, parallele[n] Zeitebenen“ eines Traums.
Lunea enthält viele Ensemblesätze, Duette und Terzette, die dramaturgisch denjenigen in Mozarts Opern entsprechen, da sie „nicht für Einigkeit und Harmonie, sondern für die Differenz und die zunehmende Distanz der Figuren“ stehen (Roman Brotbeck). In diesen Stücken gibt es eine Reihe von stilistischen (nicht wörtlichen) Zitaten der Musikgeschichte vom Gregorianischen Choral über die Polyphonie der Renaissance, Kanons und Chorälen bis zur Opernarie. Bei der Begegnung mit der Sängerin Karoline Unger im elften Blatt zitiert Holliger die von dieser bei der Uraufführung gesungene Antonina aus Donizettis Oper Belisario und die Arie „Lascia ch’io pianga“ aus Händels Rinaldo.
Die Musik unterstützt den „expressiven, zerrissenen Charakter der Texte“. Da Lenau selbst Geige spielte, hat dieses Instrument auch in der Oper eine besondere solistische Bedeutung. Die Orchestrierung ist äußerst abwechslungsreich. Der Kritiker der Deutschen Bühne bezeichnete es als „Klanggemälde“ mit „einem schier atemberaubenden Spektrum von Farben und Gesten“, Anspielungen auf die Musik der Romantik von Franz Liszt oder Robert Schumann, aber auch mit vielfältigen düsteren Klängen, durch die der „Eindruck des Unentrinnbaren“ besonders hervortrete.
Wie in vielen anderen Werken Heinz Holligers hat auch hier der Ton H eine besondere Bedeutung. Er weist auf die biografische Identifikation des Komponisten mit der Hauptfigur Lenau hin, die sich in verschiedenen Anspielungen durch die gesamte Oper zieht.
Das Werk beginnt leise mit Arpeggios von Harfe, Zymbal und Klavier über gehaltenen Bläserklängen, zu denen sich Glocken und gesummte Akkorde gesellen. Ein „Klangstrom“ entsteht, dessen unablässige Bewegung auch die ruhigen Stellen einbezieht. Den Kritiker der Schweizer Musikzeitung erinnerte das an einen „dunklen See, dessen Oberfläche von einem Windhauch gekräuselt wird“.
Am Ende verklingt die Musik langsam. Den Abschluss bilden „wie durch einen extremen Filter“ ein Blechbläserchoral, Vogelstimmen-Imitationen der Holzbläser und das vom Chor geflüsterte Wort „Lunea“.

### Orchester
Die Orchesterbesetzung der Oper enthält die folgenden Instrumente:
- Holzbläser: zwei Flöten (auch zwei Piccoloflöten, Altflöte, Bassflöte), zwei Oboen (auch ein Englischhorn), zwei Klarinetten (2. auch Bassklarinette), Kontrabassklarinette (auch 2. Bassklarinette), zwei Fagotte (2. auch Kontrafagott)
- Blechbläser: zwei Hörner, zwei Trompeten, zwei Posaunen
- Pauken, Schlagzeug (vier Spieler): Glockenspiel, Crotales, Vibraphon, Marimba, Röhrenglocken, Plattenglocken, Gongs, Rin, vier hängende Becken, Sizzle-Becken, drei Tamtams [hoch/mittel/tief], Watergong, kleine Trommel, Rührtrommel, große Trommel, drei Tomtoms, drei Bongos, Holztrommel (hoch), Hi-Hat, zwei bis vier Maracas, zwei Messing-Maracas, Güiro, zwei Sandblöcke, Flexaton, Waschbrett, Peitsche, Lotusflöte, Raintree, Metal Chimes, Ratsche, Hammer auf Metall, Geophon (Ocean drum), Superb., Sandpapier, Bürste, Plastikdeckel, Backpapier, Papier, hartes Papier, dürres Laub, Ruten, Kettchen, zwei Nadeln
- Zymbal
- Harfe
- Celesta, Klavier (auch Celesta)
- Streicher: vier Violinen 1, zwei Violinen 2, zwei Bratschen, zwei Violoncelli, zwei Kontrabässe (1 oder 2 fünfsaitig)

## Werkgeschichte
Holliger kannte die Gedichte Lenaus bereits längere Zeit, ohne besonders von ihnen beeindruckt worden zu sein. Erst als er um 2000 dessen Notizbuch aus Winningen kennenlernte, wurde er von den darin enthaltenen ungereimten Tagebuchnotizen mit ihrer „Sprache von einer für die damalige Zeit atemberaubenden Kühnheit und Neuheit“ in den Bann gezogen. Sie entstanden vermutlich kurz vor Lenaus Umnachtung, wurden von seinem Schwager Anton Schurz gesammelt und 1906 veröffentlicht. Holliger vertonte 23 dieser Notizen für den Sänger Christian Gerhaher. Diese ebenfalls Lunea genannte Sammlung entstand in den Jahren 2010 bis 2013 in einer Klavier- und einer Orchesterfassung. Obwohl die Zusammenstellung oft als Liederzyklus bezeichnet wird, ist die Reihenfolge der vom Komponisten selbst als „Blätter“ bezeichneten Stücke nicht festgelegt. Die Klavierfassung wurde 2013 in Zürich von Christian Gerhaher uraufgeführt. Die Orchesterfassung bildet den Kern der von Holliger 2017 im Auftrag der Oper Zürich komponierten „Lenau-Szenen“. Den Kompositionsprozess beschrieb Holliger folgendermaßen:

„Mich hat gerade die Offenheit der Textebene gereizt. Es sind schlaglichtartige Impulse, expressive Kraftzentren, die in dem Stück Raum greifen. So ist die Komposition auch entstanden. Ich habe ständig direkt auf die Librettoseiten kleine Notenfragmente und Skizzen geschrieben, bis die Seiten übersät waren von meinen Notizen. Später erst habe ich alles zusammengefügt und in eine zeitliche Ordnung gebracht.“

Die Reihenfolge der Stücke legte letztlich sein Librettist Händl Klaus fest, da sich Holliger nach eigener Aussage nicht entscheiden konnte. Dabei ergänzte er zusätzliche Satzfragmente Lenaus. Jedes einzelne Wort des Librettos stammt aus dessen Hand. Die älteren Musikstücke integrierte Holliger „wie Choräle in einer Bach-Passion“ in die Oper.
Die Uraufführung fand am 4. März 2018 in der Oper Zürich statt. Die Philharmonia Zürich und die Basler Madrigalisten spielten unter der Leitung des Komponisten. Die Inszenierung stammte von Andreas Homoki, die Bühne von Frank Philipp Schlößmann, die Kostüme von Klaus Bruns, das Lichtdesign von Franck Evin und die Dramaturgie von Claus Spahn. Es sangen Christian Gerhaher (Lenau), Ivan Ludlow (Anton), Juliane Banse (Sophie), Sarah Maria Sun (Marie/Karoline) und Annette Schönmüller (Therese). Ein Mitschnitt wurde vom Radio SRF 2 Kultur übertragen.
Die Produktion wurde in der Kritikerumfrage der Zeitschrift Opernwelt zur „Uraufführung des Jahres“ gewählt.

## Aufnahmen
- 4. März 2018 – Heinz Holliger (Dirigent), Basler Madrigalisten, Philharmonia Zürich.
 Christian Gerhaher (Lenau), Ivan Ludlow (Anton Schurz, Georg Reinbeck), Juliane Banse (Sophie von Löwenthal, Mutter), Sarah Maria Sun (Marie Behrends, Karoline Unger), Annette Schönmüller (Therese Schurz, Bertha Hauer, Emilie Reinbeck).
 Mitschnitt der Uraufführung; Opus Klassik 2023 in der Kategorie „Weltersteinspielung“.
 ECM New Series 2622/23 (2 CDs).[9][10]